# فابيانا لوبيز
فابيانا لوبيز (بالإسبانية: Fabiana López)‏ هي مبارزة بالسيف مكسيكية، ولدت في 20 يناير 1966.

## وصلات خارجية
- فابيانا لوبيز على موقع أوليمبيديا (الإنجليزية)